# Distretto di Kysucké Nové Mesto
Il distretto di Kysucké Nové Mesto (okres Kysucké Nové Mesto) è un distretto della regione di Žilina, nella Slovacchia centrale.
Fino al 1918, il distretto faceva parte della contea ungherese di Trenčín.

## Geografia antropica
Il distretto è composto da 1 città e 13 comuni:

### Città
- Kysucké Nové Mesto

### Comuni
- Dolný Vadičov
- Horný Vadičov
- Kysucký Lieskovec
- Lodno
- Lopušné Pažite
- Nesluša
- Ochodnica
- Povina
- Radoľa
- Rudina
- Rudinka
- Rudinská
- Snežnica